# Homonoia
|  | Per a altres significats, vegeu « Homonoia (planta)». |

L' homonoia és un concepte que fa referència a la unió cultural i espiritual de tots els que viuen sota la influència grega després de les conquestes d'Alexandre Magne. El terme, que significa literalment "igualtat de ments", s'havia emprat en el passat per referir-se als trets comuns dels grecs enfront dels bàrbars estrangers, però el general macedoni va expandir el seu ús per integrar els membres del seu imperi en la cultura mare. Va intentar exportar la filosofia, les lleis i costums de les polis hel·lèniques al mateix temps que importava alguns dels hàbits i troballes de les cultures conquerides, especialment de la persa. Sota l'homonoia, tots els habitants de les seves terres tenien el deure de compartir uns trets culturals i sentir-se part d'un projecte comú, liderat per ell mateix. Era, aleshores, un concepte filosòfic (igualtat humana, reconeixement que tots els ésser criats d'una determinada manera podien accedir a uns coneixements i compartir una cosmovisió) i polític (fidelitat al sobirà a partir de la concepció d'unitat territorial i espiritual).